# La Tour-de-Peilz
Pour les articles homonymes, voir La Tour et Peilz.
La Tour-de-Peilz [laˈtuʁdəˌpɛ]  est une ville et une commune suisse du canton de Vaud, située dans le district de la Riviera-Pays-d'Enhaut.

## Géographie

### Localisation
La Tour-de-Peilz s'étend sur 3,24 km2. Lors du relevé de 2013-2018, les surfaces d'habitations et d'infrastructures représentaient 73,6 % de sa superficie, les surfaces agricoles 23,3 %, les surfaces boisées 3,1 % et les surfaces improductives 0,3 %.
La Tour-de-Peilz se situe au bord du lac Léman, entre Vevey et Montreux.
| Vevey | Blonay-Saint-Légier |          |
| Léman | La Tour-de-Peilz    | Montreux |
| Léman | Léman               |          |

### Transports

#### Ferroviaire
- Sur la ligne ferroviaire CFF du Simplon (Lausanne - La Tour-de-Peilz - Brigue) :
  - Gare de La Tour-de-Peilz (S2, S3, RE)
  - Gare de Burier (S2, S3, RE)

#### Réseau de bus des VMCV
- Ligne de trolleybus no 201 Vevey-Funi - La Tour-de-Peilz - Montreux - Chillon - Villeneuve - Rennaz).
- Ligne no 203 La Tour-de-Peilz - Crausaz
- Ligne no 207 La Tour-de-Peilz - Mottex - Blonay
- Ligne no 208 La Tour-de-Peilz - Chailly P+R - Fontanivent - Blonay
- Ligne no 209 Bel-Air - Perrausaz - Vevey Gare

#### Navigation
- Port de La Tour-de-Peilz
- Débarcadère de Vevey-La Tour pour les bateaux de la CGN

#### Automobile
- Route principale 9 (H9)
- Autoroute A9 (Brigue-Lausanne-Vallorbe)  14 (Vevey) et   15 (Montreux)
- Autoroute A12 (Vevey-Fribourg-Berne)  1 (Vevey)

#### Réseau Vélo-Public Riviera
- Réseau de vélos en libre-service Velospot à Vevey et La Tour-de-Peilz avec 55 vélos répartis dans 12 stations (gare de Vevey, funiculaire, Nestlé Bergère, Nestlé Plan-Dessus, Doret-Est, Devin, Alimentarium, Samaritain, Nestlé entre-deux-Villes, Tour-de-Peilz Gare, Nestlé Rive-Reine, La Faraz)[4].

## Étymologie
Dans son livre « Noms de lieux des pays franco-provençaux », Georges Richard Wipf écrit que « le gallois blaidd (loup) étant à l'origine des termes bela, belau, bele et bel, ce qui postule ble → bel, on peut penser que *bleiz a aussi pu évoluer [...] en *beilz, d'où *peilz. » L'auteur prend toutefois soin de préciser qu'« il ne s'agit que d'une hypothèse, mais elle expliquerait le nom de Peilz (La Tour-de-Peilz, VD). »
Cette étymologie est toutefois controversée et plusieurs autres explications ont été avancées. Celle retenue de préférence aujourd'hui est une origine remontant à un gentilice latin Pellius, hypothèse confortée par le lieu-dit En Peilz, à l'est de la ville, où ont été retrouvés de nombreux vestiges romains.
Premières mentions du toponyme (la) : 1163, Philippus de Turre ; 1229, pro vinea de Pel ; 1294, apud Turrim de Peilt.

La commune aurait également donné son nom à l'île de Peilz, îlot se situant à l'embouchure du lac. À son sujet, un article paru en 1868 dans un numéro de la Revue moderne sous la plume d'un militaire et homme politique français, le comte Émile de Kératry, précise ce qui suit : 

« Il n'existe que deux petites îles dans le lac de Genève [...]  La seconde est à un quart de lieue en avant du port de Villeneuve ; elle est plantée de peupliers et n'a guère plus de 20 mètres carrés. Elle porte le nom d’île de Peilz ; on lui a aussi donné récemment celui d’île des Deux-Amants, après une triste catastrophe dont elle fut le théâtre. »

## Histoire

Photo aérienne prise à 600 m par Walter Mittelholzer (1919).

Le sol de La Tour-de-Peilz a livré des vestiges celtes, romains et burgondes. On peut fixer l'origine des premières habitations à la Becque. Vers le milieu du XIIe siècle, ce territoire dépend de l'évêque de Sion, qui l'a donné en fief aux comtes du Genevois. Ces derniers inféodent la partie nord aux seigneurs de Fruence, et la partie méridionale à des ministériaux qui prennent le nom de La Tour (première mention en 1160). Le traité de Burier y est signé en 3 juillet 1219 instituant la présence de la maison de Savoie en Pays de Vaud. Vers 1250, Pierre II de Savoie acquiert le château et son territoire. Son successeur, le comte Philippe Ier de Savoie, y fonde en 1282 une ville neuve dotée de franchises, confirmées en 1288 par son successeur Amédée V. Pour renforcer sa position, il fait débuter un agrandissement du château (1282-1288) et contribue à l'édification d'une enceinte urbaine (dès 1284 en bois, 1288 en maçonnerie).
Pendant les guerres de Bourgogne le 8 juin 1476, la ville est prise et pillée par les troupes confédérées. Après la conquête du pays de Vaud par les Bernois en 1536, La Tour-de-Peilz fait partie du bailliage de Chillon (soit Vevey dès 1735), organisation politique qui prévaut jusqu'au 24 janvier 1798, date de la révolution vaudoise.

## Politique

### Conseil communal
Le conseil communal de la Tour-de-Peilz comprend 85 membres et 6 partis. La composition pour la législature 2021-2026 est la suivante[réf. nécessaire].
- Parti libéral-radical (PLR) : 27 sièges
- Parti socialiste et divers de gauche (PSDG) : 19 sièges
- Les Verts (PES) : 19 sièges
- Le Centre + Indépendants et Vert'libéraux (LCIVL) : 9 sièges
- Union démocratique du centre (UDC) : 6 sièges
- La Tour-de-Peilz libre (LTDPL) : 4 sièges
- Hors parti : 1 siège

### Syndics connus sous la maison de Savoie
| Pernet Cornyola, 1345    | Pierre Evêquoz, 1473-74, 1477-78 | Guillaume Musard, 1509-10   |
| Mermet dou Seys, 1357    | Jordan Castiod, 1479-80          | Louis Charvyn, 1511-12      |
| Mermet Brunet, 1377-78   | Pierre Leschaire, 1481-82        | Pernet Michel, 1513-14      |
| Johannet Castiod, 1385   | Jordan Castiod, 1483             | Pierre de Mellet, 1519      |
| Jean Brunet, 1409-10     | Pierre Barruchet, 1491-92        | Claude Peyreyrieux, 1522-23 |
| Jean Castiod, 1411       | Jean Barruchet, 1495             | Claude Avanpié, 1524,25     |
| Louis Barruchet, 1421-22 | Jean Evêquoz, 1496               | Collet Portillet, 1526-27   |
| Jean Hugonin, 1445       | Louis Rosat, 1497-98             | Claude Tolunaz, 1530-31     |
| Jean Blanc, 1463-64      | Louis de Chissié, 1507-08        | Johannet Castiod, 1534-35   |

### Syndics connus sous le régime bernois
| Guillaume Musard, 1536-37        | Jean Ormond, 1604-05               | André de Mellet, 1668-69            | Gamaliel Courlet, 1729-30        |
| Claude Avanpié, 1538-39          | Jacques Michel, 1606-07            | Daniel Henry, 1670                  | Nicolas de Mellet, 1731-32       |
| Pierre Peyreyrieux, 1540-41      | Gaspard Marjollat, 1608-08         | Ferdinand de Mellet, 1671           | Jean-Philippe Michel, 1733-34    |
| Pierre Barruchet, 1546-47        | Claude Michel, 1609                | Jean Hugonin, 1672-73               | Jean-François Goncet, 1735-36    |
| Jean-Pierre Passaz, 1552-53      | Noël de Mellet, 1610-11            | Daniel Henry, 1674-75               | Jean-François Balmat, 1737-38    |
| Pernet Ormond, 1560-61           | Pierre Ormond, 1612                | François Henry, 1676-77             | Jean-Isaac Courlet, 1739-40      |
| Pierre Passaz, 1566-67           | Antoine Barruchet, 1613            | Claude Ormond, 1678-79              | Jean-François Hugonin, 1741-42   |
| Jean Passaz, 1568                | Daniel Ormond, 1613-14             | Jean-Jacques de Mellet, 1680-81     | Jean-François Dragaz, 1745-46    |
| Nicod Blanc, 1570                | Nicod Henry, 1615                  | Jean Avanpié, 1682-83               | Daniel Michaud, 1747-48          |
| François Peyreyrieux, 1572-73    | Jehan Grevat, 1616                 | Daniel de Mellet, 1692-93           | Jean-François Grangier, 1753-54  |
| Etienne Hugonin, 1574-75         | Michel Ormond, 1617-18             | Jacques-François de Mellet, 1679-98 | Gamaliel Ormond, 1759-60         |
| Uldriod Tissot, 1576             | Vuilleme Balmat, 1619-20           | Noé Ormond, 1699                    | Jean-Louis Richon, 1763-64       |
| Joseph Dragaz, 1577-78, 1583-84  | François de Mellet, 1621-22        | Jean Hugonin, 1700-01               | François-David Baron, 1765-66    |
| Claude Monod, 1585-86            | Pierre Henry, 1623-24              | Jacques de Mellet, 1702             | Jean-Louis Michaud, 1767-68      |
| Joseph Dragaz, 1587-88           | Jean Monnard, 1629-30              | Jean Dragaz, 1710                   | Jean-François Hugonin, 1769      |
| Benoît de Mellet, 1589-90        | Georges Henry, 1633-34             | Daniel Ormond, 1710-11              | Jean-François Michaud, 1770      |
| Jean Michel al. Rigot, 1591-92   | Joseph Ormond, 1635-36             | Jacques-François Ormond, 1712-13    | Jacques-François Ormond, 1771-72 |
| Jean Ormond, 1593-94             | Claude Avanpié, 1637-38            | Daniel Ormond, 1714-15              | Louis Calame, 1773-74            |
| Claude de Mellet, 1595-96        | Etienne Hugonin, 1639-40           | Jean-François Hugonin, 1716         | André Vodoz, 1775                |
| François de Voudan, 1597-98      | François de Mellet, 1641-42        | Gamaliel Ormond, 1717-18            | Jean-Emmanuel Guex, 1776         |
| Claude de Mellet, 1595-96        | François Michel, 1643              | Aimé Henry, 1719-20                 | Jacques-François Ormond, 1789    |
| Joseph Dragaz, 1599              | Gamaliel Hugonin, 1644             | Jean-François Goncet, 1721-22       |                                  |
| Pierre Ormond, 1600-01           | Georges Henry, 1652-53             | Aimé Henry, 1723-24                 |                                  |
| Antoine Barruchet, 1601          | Jean-Pierre Passaz, 1654-55        | Gamaliel Ormond, 1725-26            |                                  |
| Pernet Michel al. Rigot, 1602-03 | Jean-Benoît Hugonin, 1658, 1666-67 | Jean Ormond, 1727-28                |                                  |

### Syndics dès 1803
- 1803-1807 : Guillaume Elie Chevalley
- 1808-1812 : Jean-François Hugonin
- 1812-1830 : François Louis Grangier
- 1830-1832 : Jean-Emmanuel Guex
- 1832-1834 : Louis Aimé Bovon
- 1834-1840 : Aloys Hugonin
- 1840-1851 : Pierre Isaac Despland
- 1851-1870 : Aloys Hugonin
- 1870-1893 : Louis Richon
- 1894-1913 : Louis Genton
- 1914-1921 : Auguste Roussy
- 1922-1941 : Adolphe Burnat
- 1942-1961 : Auguste Henry
- 1962-1973 : Pierre Hofmann
- 1974-1982 : André Debétaz
- 1982-1989 : Ferdinand Grognuz
- 1990-1997 : Emmanuella Blaser (PRD)
- 1998-2006 : Alain Matthey (PLR)
- 2006-2011 : Nicole Rimella (PLR)
- 2011-2016 : Lyonel Kaufmann (PS)
- 2016-2021 : Alain Grangier (PLR)
- 2021-2026 : Sandra Pasquier (PS)

### Jumelages
La Tour-de-Peilz est jumelée avec la commune française d'Ornans depuis 1982.

## Population et société

### Gentilé et surnom
Les habitants de la commune se nomment les Boélands.
Ils sont surnommés les Braillards et les Verâ (les « on verra » en patois vaudois, en raison de leur indécision).

### Démographie

#### Évolution de la population
La Tour-de-Peilz compte 12 382 habitants au 31 décembre 2022 pour une densité de population de 3 822 hab/km2. Sur la période 2010-2019, sa population a augmenté de 10,2 % (canton : 12,9 % ; Suisse : 9,4 %).  

#### Pyramide des âges
En 2020, le taux de personnes de moins de 30 ans s'élève à 32,1 %, au-dessous de la valeur cantonale (35 %). Le taux de personnes de plus de 60 ans est quant à lui de 26,4 %, alors qu'il est de 21,9 % au niveau cantonal.
La même année, la commune compte 5 679 hommes pour 6 389 femmes, soit un taux de 47,1 % d'hommes, inférieur à celui du canton (49,1 %).
| Hommes | Classe d’âge | Femmes |
| ------ | ------------ | ------ |
| 0,5    | 90 ans ou +  | 1,7    |
| 8,6    | 75 à 89 ans  | 11,7   |
| 14,2   | 60 à 74 ans  | 16,0   |
| 21,7   | 45 à 59 ans  | 22,7   |
| 19,7   | 30 à 44 ans  | 19,1   |
| 18,4   | 15 à 29 ans  | 15,3   |
| 17,0   | - de 14 ans  | 13,4   |

| Hommes | Classe d’âge | Femmes |
| ------ | ------------ | ------ |
| 0,5    | 90 ans ou +  | 1,4    |
| 6,1    | 75 à 89 ans  | 8,2    |
| 13,3   | 60 à 74 ans  | 14,3   |
| 21,5   | 45 à 59 ans  | 21,2   |
| 22,0   | 30 à 44 ans  | 21,4   |
| 19,6   | 15 à 29 ans  | 18,0   |
| 16,9   | - de 14 ans  | 15,5   |

### Éducation

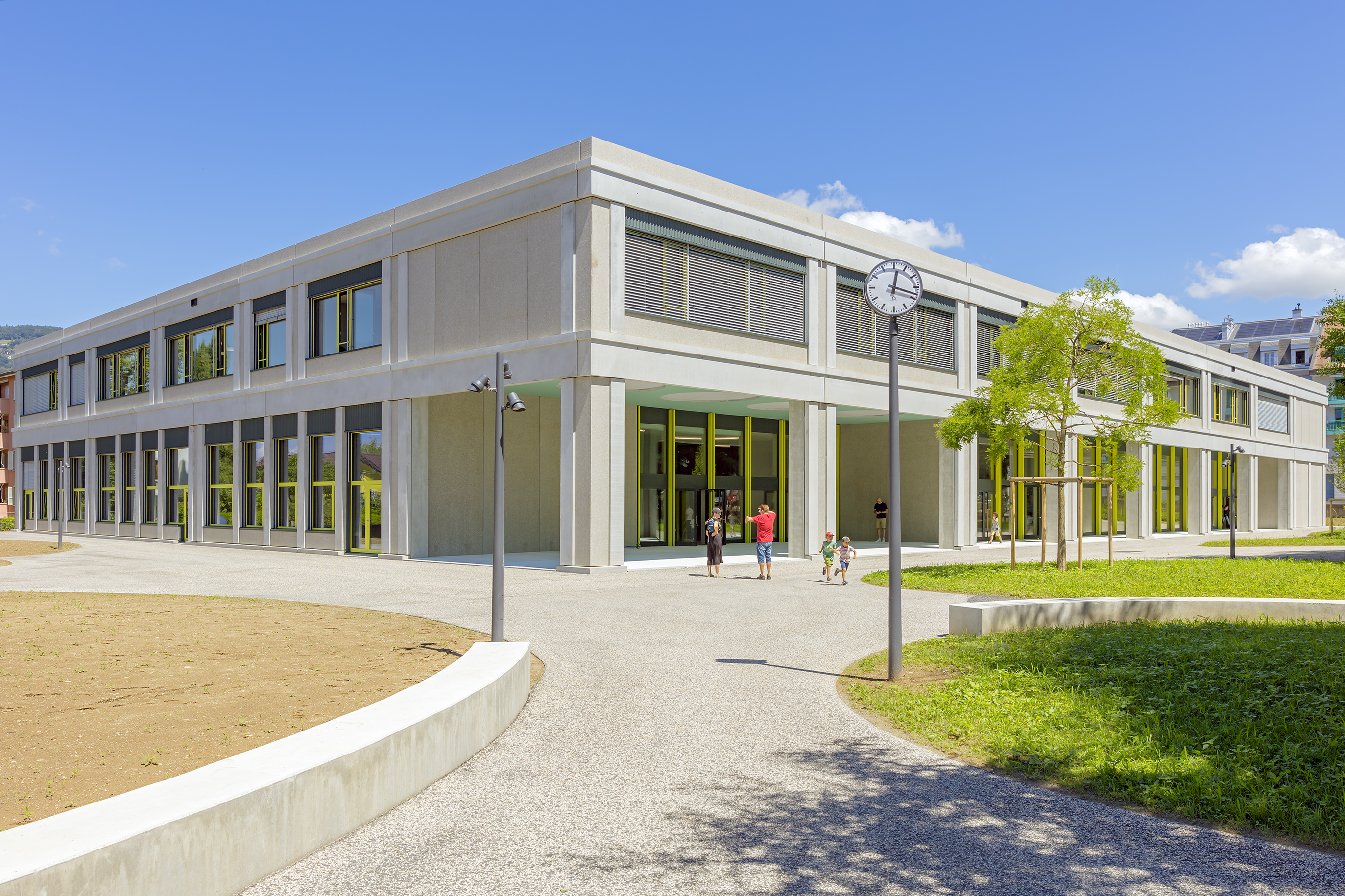
Le nouveau collège Courbet, présentation publique juin 2022

La Tour-de-Peilz compte plusieurs établissements scolaires publics et privés. Les Collèges de Cadet Rousselle (1-4 Harmos), Bel-Air (1-6 Harmos), Courbet (1-6 Harmos), Marronniers (7-8 Harmos), Mousquetaires (9-11 Harmos), Charlemagne (5-6 Harmos) ainsi que le gymnase de Burier (CESSEV).

## Culture et patrimoine

### Héraldique
| Blason | Blasonnement : Parti d'argent et de gueules au château de l'un en l'autre. |

### Patrimoine bâti

L'ancienne église Saint-Théodule, aujourd'hui temple réformé, photographié en 1899.

- Château de La Tour-de-Peilz. Situé au bord du lac, le château a été construit entre 1251-57 par Pierre II de Savoie et détruit en 1476 par les bernois. Sa reconstruction reprend en 1747. Les deux tours rondes datent en partie de l'époque savoyarde[18].
- Villa Karma à Burier.
- Domaine de Burier, maison de maîtres.
- Domaine de La Doges, maison de maître avec son rural, sa tour, ses pavillons d'entrée et son parc, aujourd'hui siège de la section vaudoise de Patrimoine suisse.
- La Villa Kenwin, bien culturel suisse d'importance nationale.

### Biens culturels d'importance régionale
- Église Saint-Théodule, aujourd'hui temple protestant. Mentionnée depuis le 12 s. et reconstruite aux 16e et 18e s. Le mur nord de l'église est constitué par une partie de l'ancien rempart de la ville, le clocher-porche étant à l'origine une tour-porte[18].
- Près de l'église Saint-Théodule (Place du Temple), fontaine de la Liberté avec buste d'Helvétia du peintre et sculpteur français Gustave Courbet.
- Villa Augusta (1856-1857) construite par Philippe Franel pour la princesse Augusta de Liegnitz née comtesse de Harach et épouse morganatique du roi de Prusse Frédéric-Guillaume III[19].
- Château de la Becque avec écurie.
- Château de Sully[20].
- Ensemble résidentiel de Bellaria.
- La Faraz ; maison de maître et son parc.
- Résidence Rive-Reine avec annexe.
- Villa Ma ; maison avec parc et dépendance.

### Musées
- Musée suisse du jeu, au Château de La Tour-de-Peilz.

### Personnalités liées à la commune

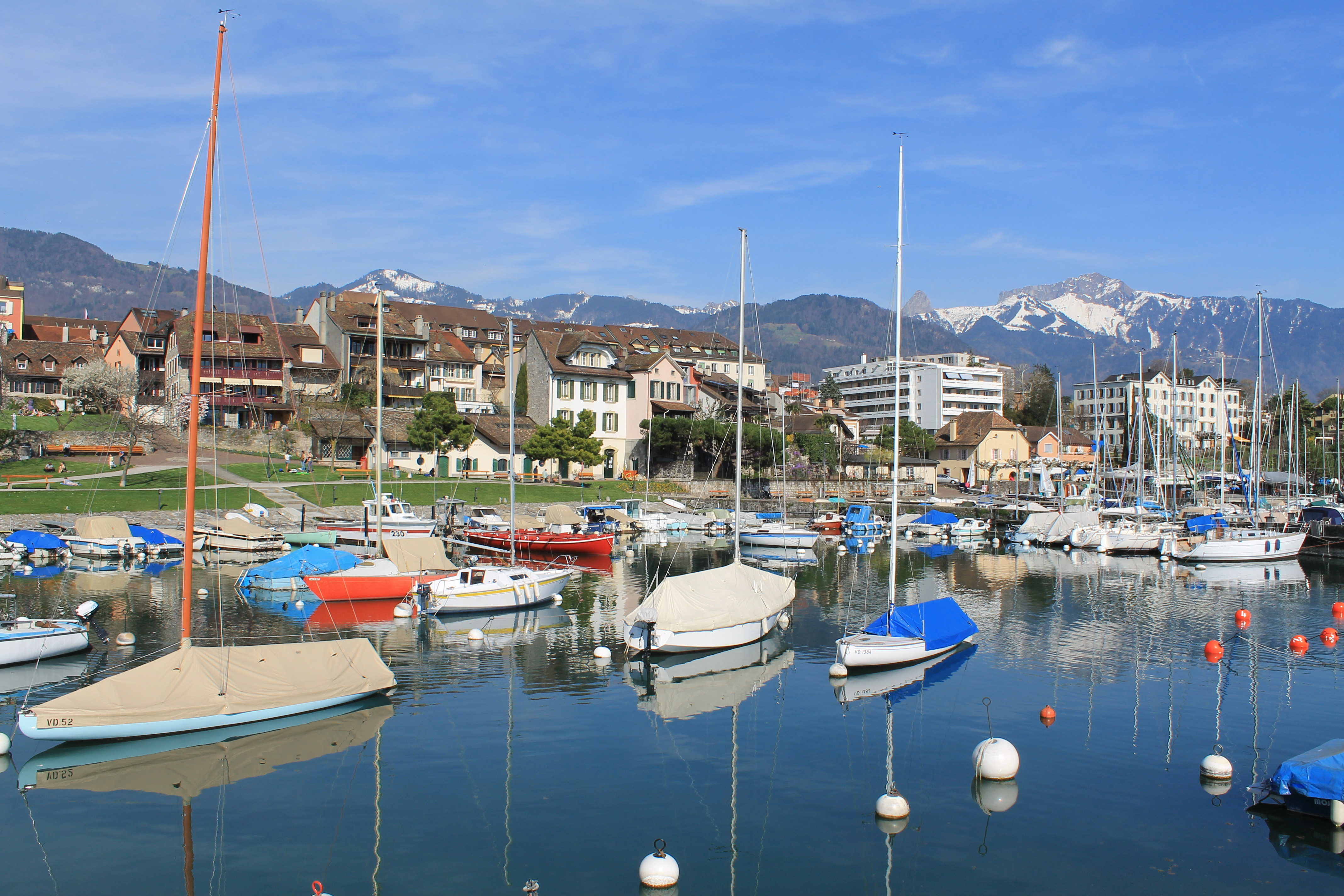
Vue sur le port de La Tour-de-Peilz.

- Gustave Courbet (1819-1877), peintre français, chef de file du courant réaliste. Engagé dans les mouvements politiques de son temps, il a été l'un des élus de la Commune de 1871. S'exile et meurt à La Tour-de-Peilz, jumelée à Ornans, sa ville de naissance.
- Henri Duparc, compositeur français, (1848 - 1933) vit à La Tour-de-Peilz de 1906 à 1913.
- Jacques de Bourbon (1870-1931), duc d'Anjou et de Madrid, y est né.
- A. J. Cronin (1896-1981), l'auteur écossais, y est enterré.
- Guy Baer (1897-1985), peintre, y est né.
- La famille d'Igor Markevitch (1912-1983), compositeur et chef d'orchestre, s'y installe en 1916, après avoir quitté la Russie et un bref séjour à Paris.
- La photographe Suzi Pilet, co-autrice des histoires d'Amadou, est native de la commune.
- Charles Rittmeyer, (1918-2002), théologien et pasteur protestant libéral vaudois, s'y est établi en 1959 après avoir été privé de sa paroisse par l'Église nationale parce qu'« il n'enseigne pas la foi commune ».
- Claire-Lise de Benoit (1917-2008), catéchiste évangélique, y est enterrée.
- Claude Nicollier, (1944), astrophysicien et 1er astronaute suisse, y a passé son enfance. Il a effectué plusieurs vols dans l'espace, et lors d'une mission, a réparé le télescope spatial Hubble.
- Claude de Ribaupierre, dit Derib, dessinateur de bandes dessinées, créateur de Buddy Longway, Yakari, etc.
- Jacques Piccard, scientifique, océanographe, fils d'Auguste Piccard et père de Bertrand Piccard, il est le premier homme avec Don Walsh à être descendu, en 1960 à 10'916 mètres au fond de la Fosse des Mariannes, au large des Philippines (Fosse océanique de plus de 10'000 mètres de profondeur, endroit le plus bas du monde). Jacques Piccard est mort à La Tour-de-Peilz le 1er novembre 2008.
- Jacqueline de Quattro, conseillère d'État du Canton de Vaud (PRD) (2007).
- Peter Brabeck-Letmathe, directeur et président du conseil d’administration de Nestlé.
- Jean Jardin, (1904-1976), directeur du Cabinet du président du Conseil, Pierre Laval, réfugié en Suisse après la guerre.
- Jean-Claude Biver (1949), président du pôle horloger du groupe de luxe LVMH, a acquis en 2005 le château La Poneyre, situé sur les hauteurs de La Tour-de-Peilz.
- Shania Twain y a habité jusqu'en 2006[21].
- Alice Perrin (1867-1934) est morte dans la commune.
- Patrick Juvet (1950-2021) a grandi dans la commune.
- Gertrude Montet Girard (1913-1989) est née dans la commune.